# Съпруг
Съпруг се нарича мъжът в действащ брачен съюз. Терминът престава да се прилага, когато бракът приключи след законово признат развод или смъртта на съпругата. След смъртта на партньорката си съпругът се нарича вдовец, но не и когато са се развели.
В много култури след брак жената взима фамилията на съпруга си.
В западната култура жененият мъж обикновено носи брачна халка, но в други култури могат да се използват други маркери за семейно положение.
За разлика от жената, чието обръщение може да се промени според това дали е омъжена или не (съответно „госпожа“ – „госпожица“), обръщението към мъжете винаги е „господин“, без значение от семейното положение.

## Етимология
Думите „съпруг“ и „съпруга“ (в някои източници от Възраждането се използва и формата „съпружница“) в съвременното им значение – съответно на мъж и жена, които са партньори в брак, – са възприети в българския език от руския през Възраждането. Преди това думата „съпруг“ се използва предимно за един от двата вола в общ впряг. В старобългарския  има значение на впрягане, свързване, връзка и произлиза от праславянското *sᶐprᶐgъ, сродно с глаголите „впрягам“ и „спрягам“.